# FK Vardar Negotino
FK Vardar Negotino (makedonski: ФК Вардар Неготино) nogometni je klub iz Negotina, Sjeverna Makedonija. Trenutačno se natječe u Drugoj makedonskoj ligi, drugom rangu makedonskog nogometnog sustava.

## Povijest
Klub je osnovan 1938. godine u Negotinu.

## Navijači
Navijače FK Vardar Negotino zovu Vinari. Vinari su dobri prijatelji s Komiti Skoplje (navijači FK Vardar Skoplje). Za podršku ekipi koriste dvije trube i bubanj.

## Vanjske poveznice
- Stranica kluba na macedonianfootball.com